# Royal Botanic Gardens, Melbourne

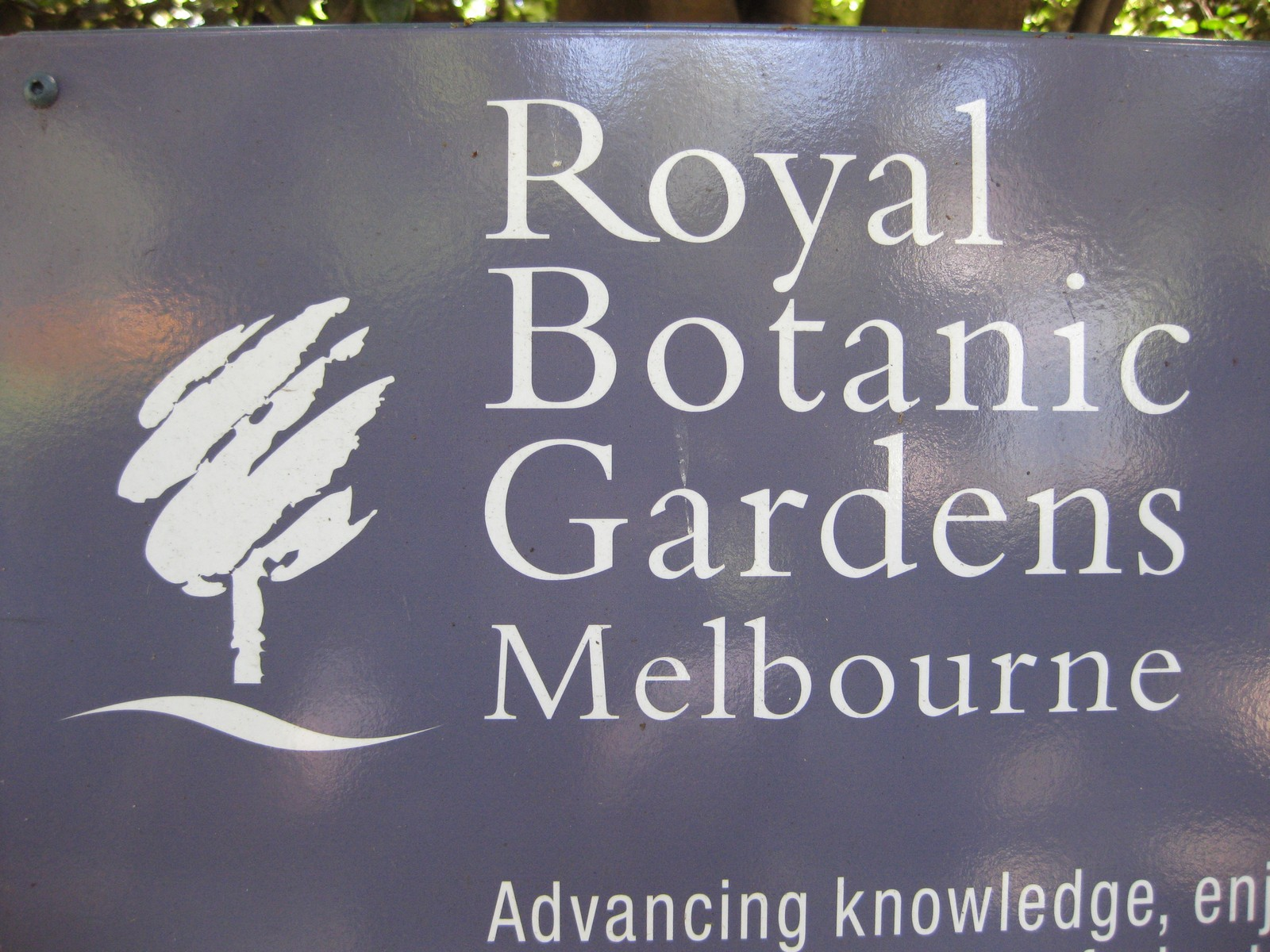
Znak Royal Botanic Gardens, Melbourne

Royal Botanic Gardens, Melbourne (česky Královské botanické zahrady v Melbourne) je mezinárodně uznávaná botanická zahrada nacházející se v blízkosti centra města Melbourne, ve státě Victoria, v Austrálii, na jižním břehu řeky Yarra. Jedná se o 38 hektarů zahrad, sestávající ze směsi přírodní a exotické vegetace, zahrnující více než 10 000 druhů rostlin. Zahrady jsou veřejnosti otevřeny sedm dní v týdnu.
Královské botanické zahrady mají zvláštní oddělení, další část botanické zahrady na předměstí Melbourne, v Cranbourne. Asi 45 km jihovýchodně od města. Royal Botanic Gardens v Cranbourne, jsou zaměřeny pouze na původní australské rostliny a nabízí oceňovanou speciální sekci s názvem Australian Garden, která byla otevřena v květnu 2006.
Royal Botanic Gardens Melbourne jsou součástí větší skupiny parků na jihu, na východě města, mezi St Kilda Road a řekou Yarra, které jsou známé jako Domain Parklands. Obsahuje tyto části:

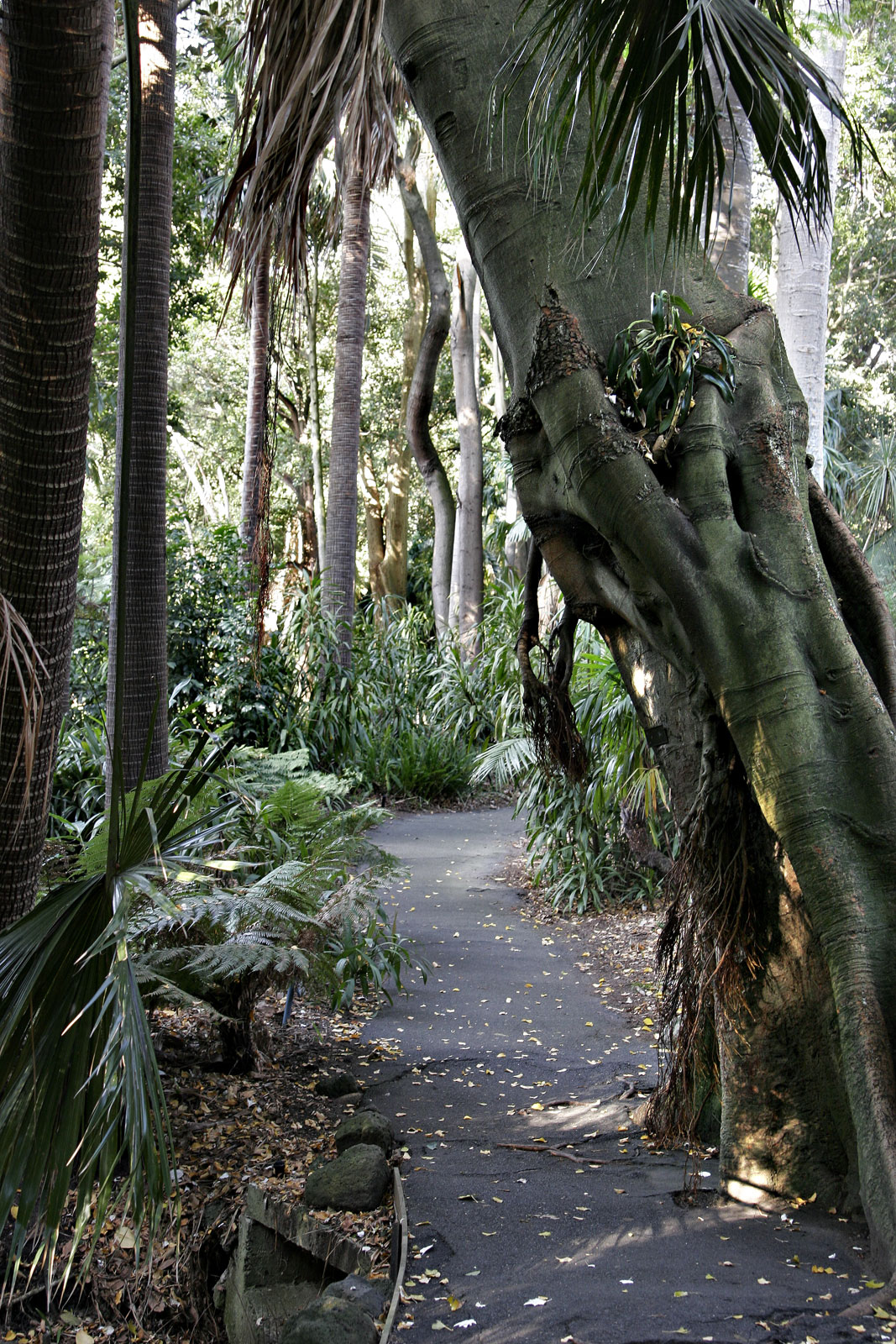

- Kings Domain
- Alexandra Gardens
- Queen Victoria Gardens

## Rostlinné sbírky
Sbírky živých rostlin v botanické zahradě zahrnují Australian Forest Walk, California Garden, Cacti and Succulents, Camellia Collection, Cycad Collection, Eucalypts, Fern Gully, Grey Garden, Herb Garden, Long Island, New Caledonia Collection, New Zealand Collection, Oak Lawn, Perennial Border, Roses, Southern China Collection, Tropical Display-Glasshouse, Viburnum Collection a Water Conservation Garden.
Skupiny rostlin byly vybrány pro jejich hodnotu, vzácnost, různorodost a zajímavost.

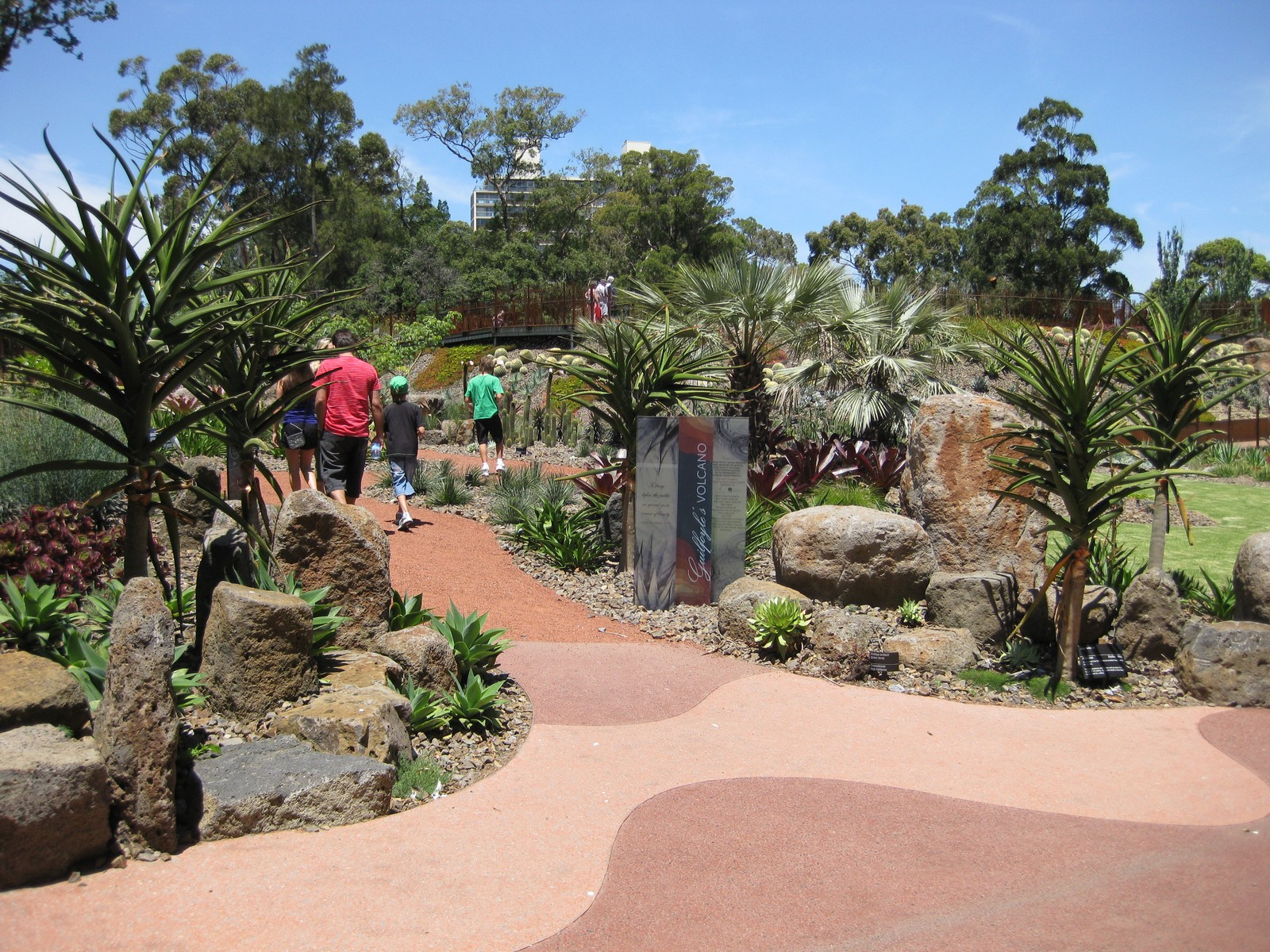
Specifická sekce, prostředí a úprava rostlin navozuje atmosféru.

## Ekologie
Zahrada obsahuje směs přírodní a nepůvodní vegetace, která hostí pestrou škálu domácí a nepůvodní fauny. Zahrada je domovem více než 10.000 druhů květin, většina z nich jsou nepůvodní druhy. Zahrady byly původním místem z kterého se mnohé zavedené druhy rozšířily po celé jihovýchodní Austrálii a ve formě semen jsou obchodovány mezi evropskými botaniky již od poloviny 19. století, a sloužily k studiu australské flóry.

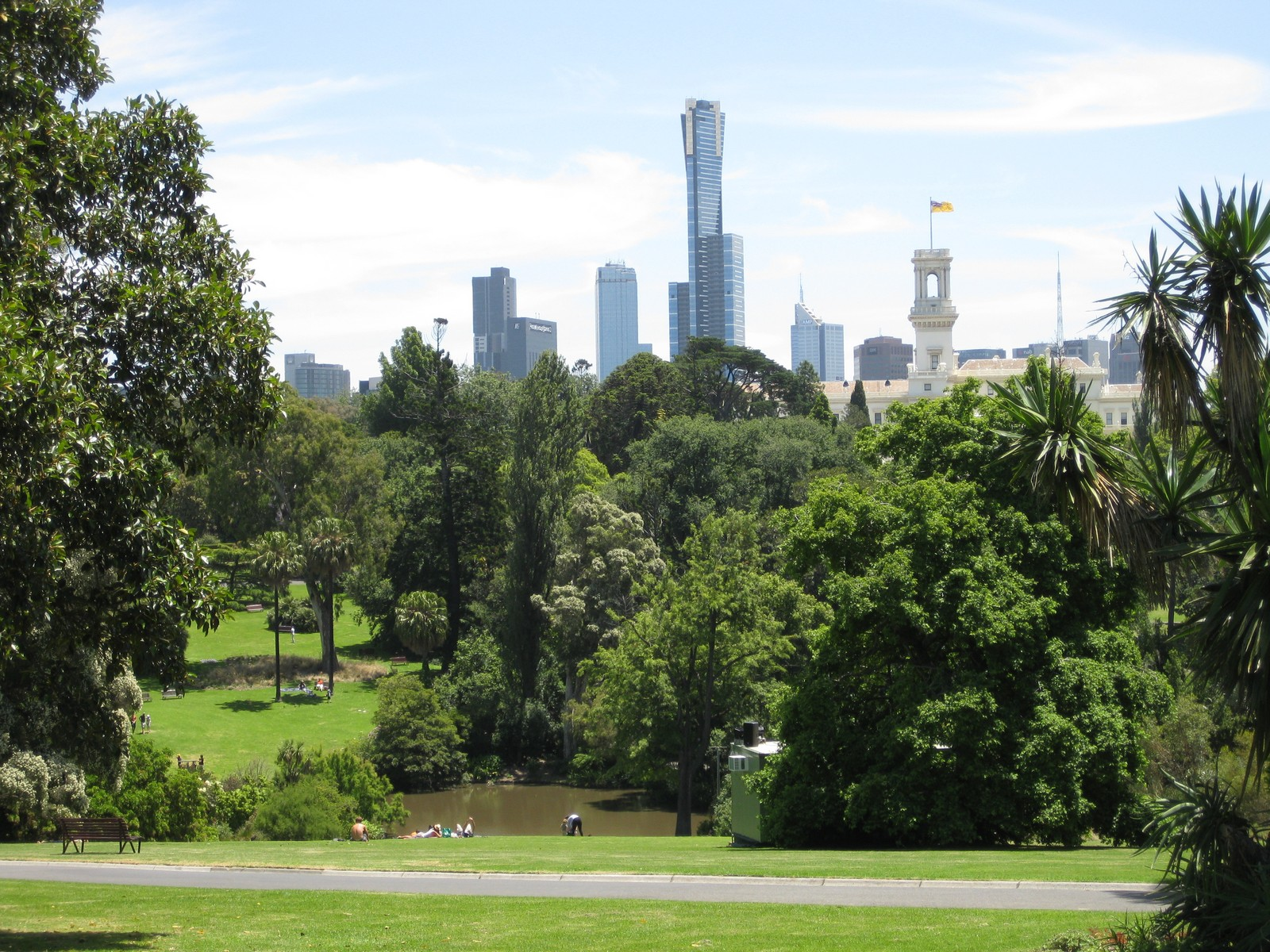
Pohled na kompozici zahrady.

## Tradiční zahrady s nepůvodními rostlinami
Royal Botanic Gardens Melbourne byly původně zamýšleny jako zahradnické výstavy pro veřejnost, mnoho semen bylo obchodováno mezi prvními evropskými botaniky, jako byl von Mueller, který vysazoval nepůvodních druhy. Královna a její dědeček, Dame Nellie Melba a Paderewski přispěli výsadbami skrze celou historii zahrady. Hodně zahrad bylo rozděleno do tematických sekcí, jako jsou:

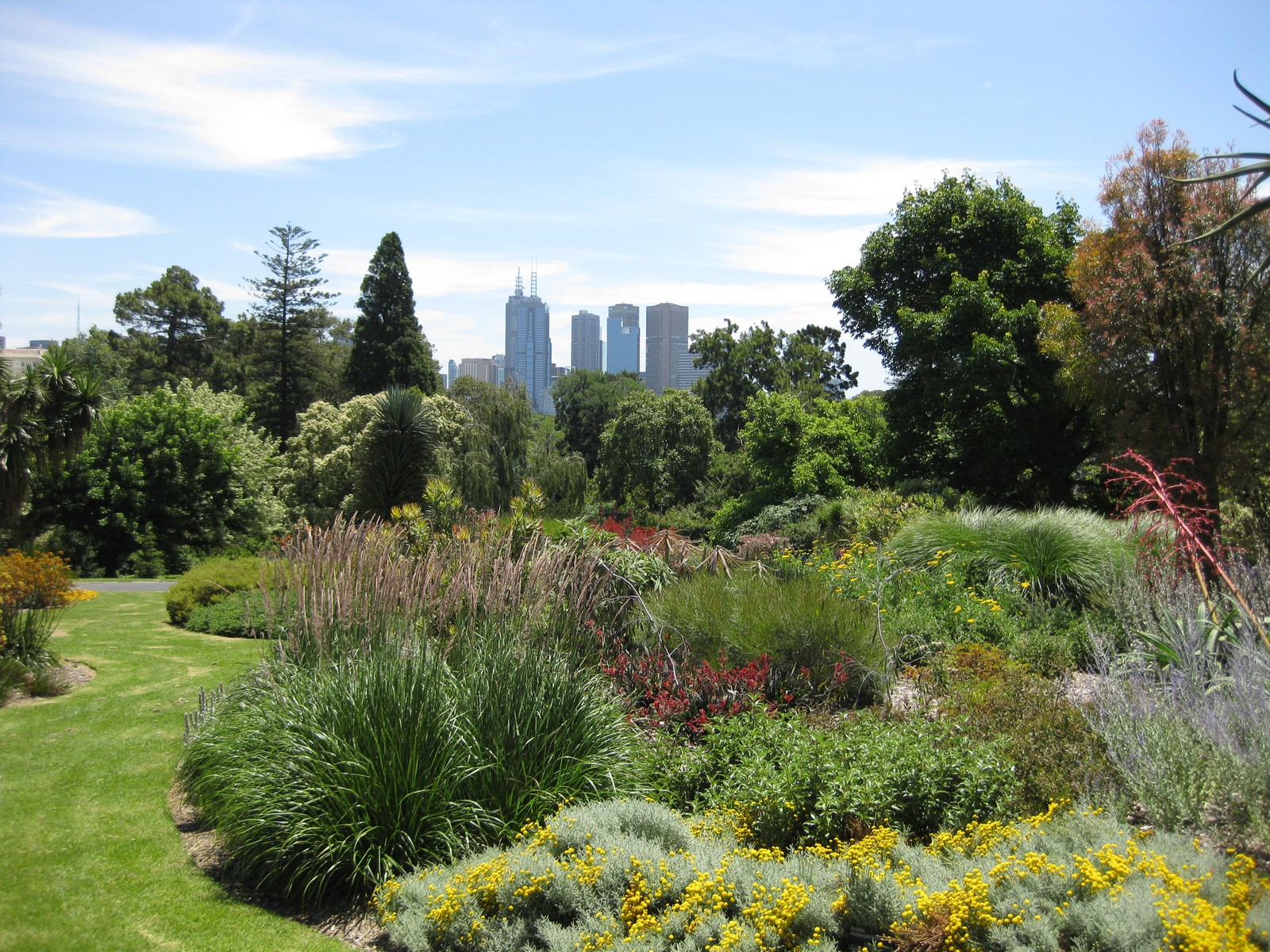
Úprava záhonů s trvalkami.

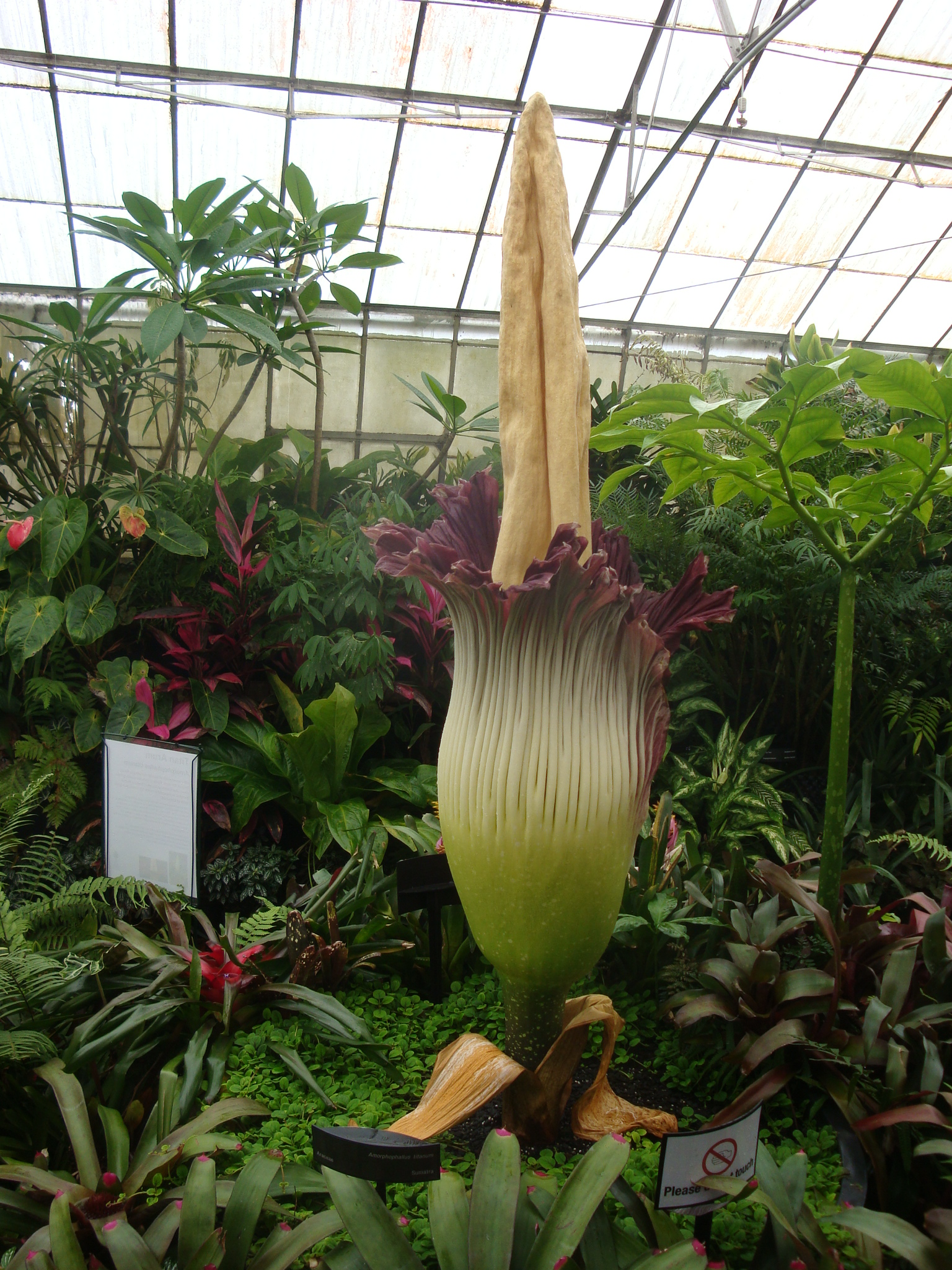
Kvetoucí exponát ve skleníku

- Herb Garden (bylinková zahrada)
- Arid Garden (suchá zahrada)
- Fern Gully (kapradinová zahrada)
- Bulbs (cibuloviny)
- Rose Garden (růžové zahrady)

## Trávníky
V zahradách jsou upraveny plochy jako trávníky s nepůvodními bylinami. Trávníky jsou oblasti různých velikostí, které jsou pečlivě udržovány:
- Huntingford Lawn
- Hopetoun Lawn
- Northern Lawn
- Tennyson Lawn
- Princes Lawn
- Central Lawn
- Western Lawn
- Eastern Lawn
- Oak Lawn
- Southern Lawn
- Australian Lawn

## Vědecká činnost
Od počátečních dnů se Royal Botanic Gardens podílí na výzkumu a identifikaci rostlin. To se děje především prostřednictvím národního herbáře (National Herbarium of Victoria), který je založena na zahradách. Herbarium je také místo kde je uložena státní botanická sbírka, která zahrnuje více než 1,2 milionu sušených vzorků rostlin, a rozsáhlou sbírkou knih, časopisů a uměleckých děl. Výsledky výzkumu jsou publikovány v časopise Mulleria, což je vědecká reprezentace práce vykonané v zahradách během roce. Nově bylo v založeno Australian Research Centre for Urban Ecology - australské výzkumné centrum městské ekologie, které má zkoumat rostliny, které specificky rostou v městském prostředí.

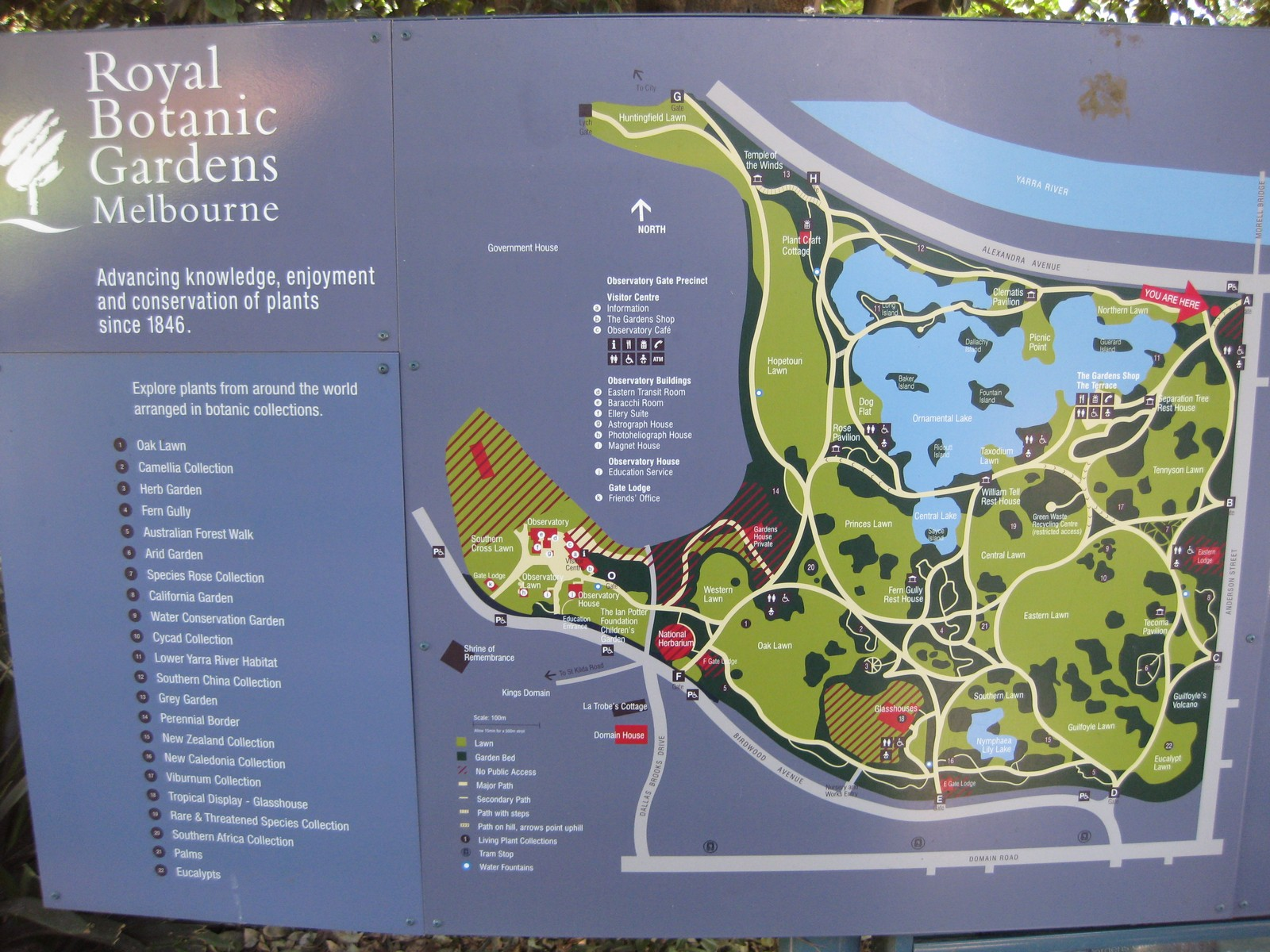
Mapa parku.